# Michael Lee Firkins
Michael Lee Firkins (Omaha, Nebraska, 19 de Maio de 1967) é um guitarrista instrumental estadunidense cuja sonoridade funde elementos de bluegrass, country, blues e jazz ao rock distorcido. Ele é conhecido entre os guitarristas por seu uso prolífico de palhetada híbrida em alta velocidade.
Em 1990, Michael lançou seu álbum de estreia, autointitulado. Este lançamento apresentou o conhecimento enciclopédico de Michael sobre bluegrass e country. Com a força deste álbum e a ajuda de uma campanha publicitária internacional das guitarras Yamaha para promover os modelos Pacifica da empresa, o primeiro lançamento de Michael vendeu mais de 100.000 cópias. Este álbum colocou Michael no primeiro lugar na categoria de “Best New Talent” em uma pesquisa dos leitores na revista Guitar Player naquele ano. Ele também foi aclamado como “um dos músicos mais influentes dos próximos dez anos” pela revista Guitar for the Practicing Musician. A música de Michael também era popular na Europa, pois Firkins ganhou o Edison Award, que é o equivalente a um Grammy na Holanda.

## Discografia

### Álbuns de estúdio
- 1990: Michael Lee Firkins
- 1994: Howling Iguanas
- 1995: Chapter Eleven
- 1996: Cactus Crüz
- 1999: Decomposition
- 2007: Black Light Sonatas
- 2013: Yep[3]

### DVDs Instrucionais
- 2009: Mastering Lead Guitar, Michael Lee Firkins, Hot Licks Productions, Inc.

### Como convidado
- 1992: Blues Tracks, Pat Travers, RoadRunner
- 1994: Cream of the Crop, A Tribute, RoadRunner
- 1996: Perspective, Jason Becker
- 1997: Best of the Blues Plus Live, Pat Travers, Blues Bureau Int'l
- 1997: Guitar Battle, Victor Records
- 1997: The Jimi Hendrix Music Festival, Provogue
- 2001: Staring at the Sun, Neil Zaza, Melodik Records
- 2004: Take You Higher, Clinton Administration, Magna Carta
- 2008: Collection:, Jason Becker, Shrapnel
- 2009: This is Shredding, Vol. 1, Shrapnel
- 2013: The Manhattan Blues Project, Steve Hunter, Deacon Records
- 2018: Triumphant Hearts, Jason Becker, Music Theories / Mascot Label Records